# بیکونسفیلد، کبک

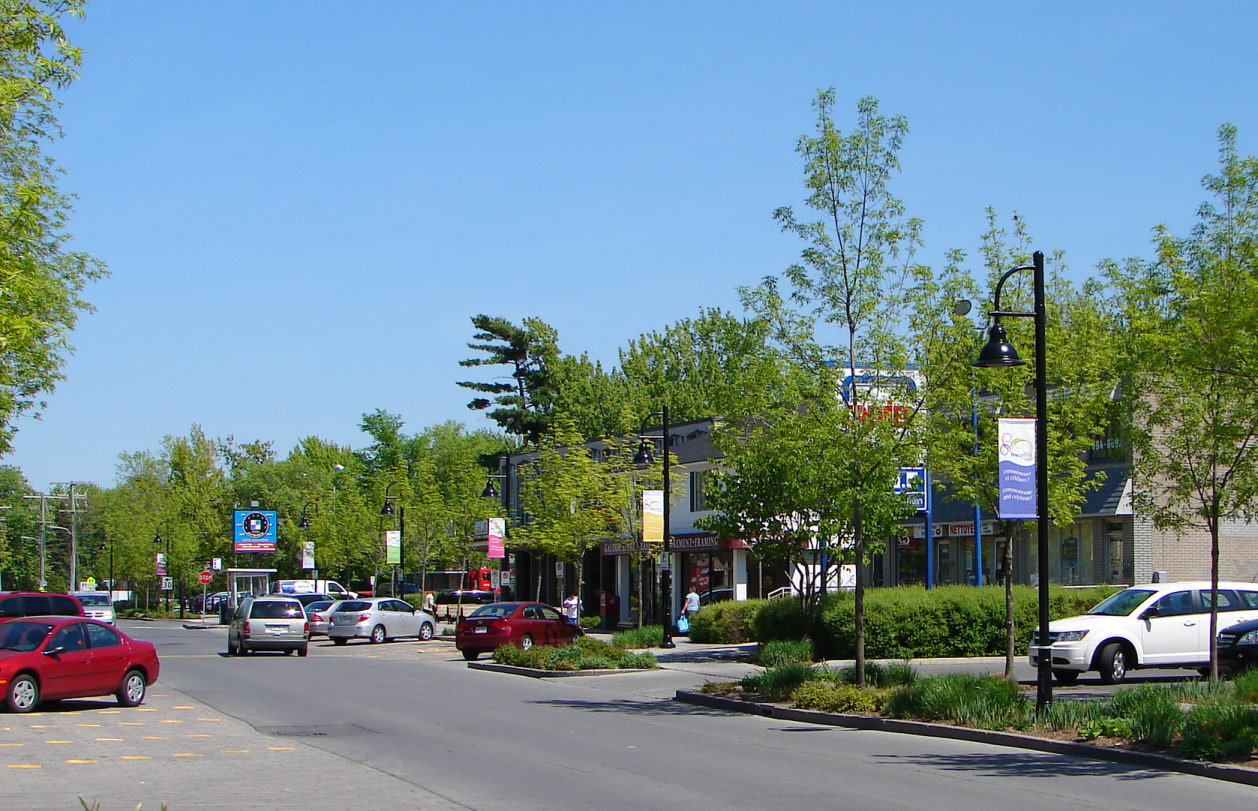
بیکِنسفیلد، کبک

بیکونسفیلد (به فرانسوی: Beaconsfield) شهرکی در  ناحیه مونترآل در استان کبک کانادا است. در سرشماری سال ۲۰۱۱ این شهرک ۲۰٬۲۶۲ نفر جمعیت داشته‌است و مساحت آن ۱۰٫۶۴ کیلومتر مربع است.